# 티 중간자
티 중간자(T meson)는 꼭대기 쿼크와 그보다 가벼운 쿼크 (위 쿼크, 아래 쿼크, 기묘 쿼크, 맵시 쿼크, 바닥 쿼크 가운데 하나)로 이루어진 가상의 스칼라 중입자다. 꼭대기 쿼크가 너무 무거워 하드론화하기 전에 붕괴하므로, 아직 발견되지 않았다.

## 같이 보기
- 세타 중간자
- 꼭대기 쿼크